# Katie Holmes

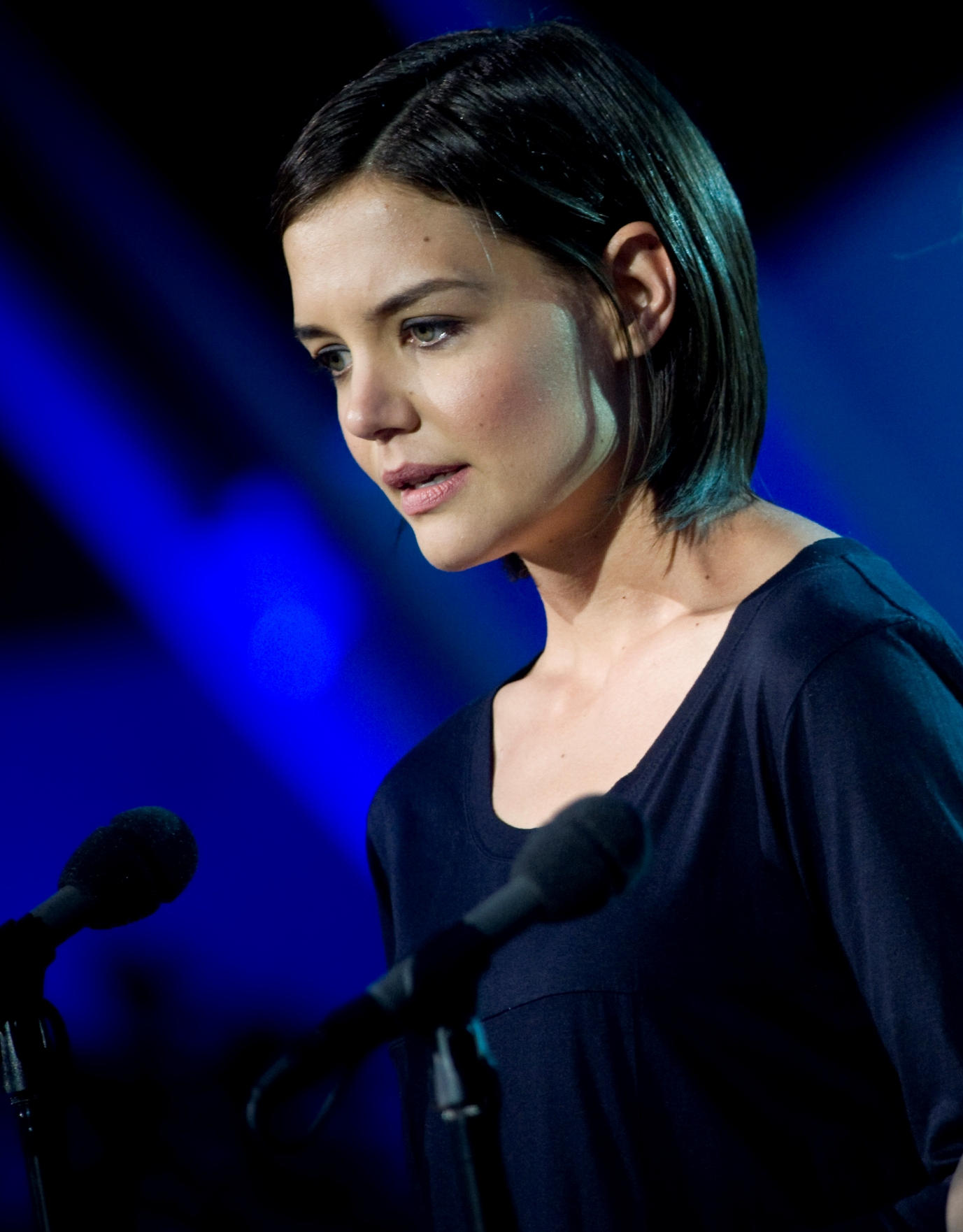
Katie Holmes la Ziua Națională Memorială în Washington, D.C., 24 mai 2009.

Katie Holmes, pe numele său întreg Kate Noelle Holmes este o actriță americană născută pe 18 decembrie 1978, care a intrat în atenția publicului pentru rolul Joey Potter din serialul de televiziune Dawson's Creek, pe care l-a jucat din 1998 și până în 2003. Este o actriță completă pentru că a jucat în multe producții, de la filme de artă - The Ice Storm - la thrillere - Abandon - dar și în blockbustere - Batman Begins. La începutul anilor 2005 a început să își oficializeze relația sa cu Tom Cruise. Acest subiect a fost foarte gustat de presă pentru că ea și Cruise se cunoscuseră cu doar două luni înainte să se căsătorească. Subiectul a intrat din ce în ce mai mult în atenția presei de scandal, iar unele voci au pretins că relația lor este una fabricată pentru a-și promova filmul în care au jucat împreună. În aprilie 2006, Katie a născut-o pe Suri, prima fiică a cuplului, iar câteva luni mai târziu s-au căsătorit în Italia.

## Filmografie
| An         | Titlu                       | Rol                |
| ---------- | --------------------------- | ------------------ |
| 1997       | The Ice Storm               | Libbets Casey      |
| 1998       | Disturbing Behavior         | Rachel Wagner      |
| 1998– 2003 | Dawson's Creek              | Joey Potter        |
| 1999       | Go                          | Claire Montgomery  |
| 1999       | Muppets from Space          | Joey Potter        |
| 1999       | Teaching Mrs. Tingle        | Leigh Ann Watson   |
| 2000       | Wonder Boys                 | Hannah Green       |
| 2000       | The Gift                    | Jessica King       |
| 2002       | Abandon                     | Katie Burke        |
| 2003       | Phone Booth                 | Pamela McFadden    |
| 2003       | The Singing Detective       | Nurse Mills        |
| 2003       | Pieces of April             | April Burns        |
| 2004       | First Daughter              | Samantha Mackenzie |
| 2005       | Batman Begins               | Rachel Dawes       |
| 2005       | Thank You for Smoking       | Heather Holloway   |
| 2008       | Mad Money                   | Jackie Truman      |
| 2008       | Eli Stone                   | Grace              |
| 2010       | The Extra Man               | Mary Powell        |
| 2010       | The Romantics               | Laura              |
| 2011       | Don't Be Afraid of the Dark | Kim                |
| 2011       | Son of No One               |                    |
| 2011       | The Kennedys                | Jackie Kennedy     |
| 2011       | Jack & Jill                 |                    |